# لامبتون جافاس
لامبتون جافاس الاسم الكامل: (بالإنجليزية: Lambton Jaffas Football Club)‏ هو نادي كرة قدم أسترالي تم إنشاؤه في سنة 1957 الميلادية وشارك في دوري نيو ساوث ويلز الشمالية لكرة القدم.